# Francis Kuntz
Pour les articles homonymes, voir Kafka (homonymie) et Kuntz.
Francis Kuntz, aussi connu sous le pseudonyme de « Kafka », est un humoriste, acteur, dessinateur de bande dessinée et batteur français né le 17 mai 1956 à Essey-lès-Nancy en Meurthe-et-Moselle.
Il est surtout connu pour son interprétation du journaliste Francis Kuntz, dans les émissions du Groland diffusées sur la chaîne Canal+.

## Biographie

### Carrière
Francis Kuntz a participé à des publications comme 7 à Paris, L'Écho des savanes, Comix 2000 et La Grosse Bertha.Il apparaît en 1986 aussi dans une BD photo "La lampe" dans le numéro 122 de Fluide Glacial.

### Son personnage de Groland
Depuis 1995, dans les émissions satiriques du Groland diffusées sur la chaîne Canal+ (7 jours au Groland, Le Zapoï, etc), Francis Kuntz interprète (sous son vrai nom) le rôle d'un journaliste régional grolandais caricatural, intervenant le plus souvent depuis la ville fictive de Mufflins au cours d'interviews décalées de diverses personnalités grolandaises et de reportages sur des thèmes divers.
Ce journaliste, spécialisé dans les interviews « rentre-dedans », adopte un ton faussement mielleux et lâche qui tranche avec la méchanceté de ses propos et de ses intentions cachées, pour le moins anti-politiquement corrects : misogynie, homophobie, racisme, délation, voire un mépris et une haine souveraine à l'égard des « pauvres », des « assistés » et de tout ce qui est « étranger », son personnage étant décrit comme un « personnage-cloporte ayant tout de l’ordure absolue ».
Le personnage est en outre très ouvertement nostalgique du « bon vieux temps » de l'Occupation allemande et de la Collaboration. À cet effet, il est notamment représenté comme l'interprète d'un disque de chansons ouvertement vichystes dans un sketch écrit par Jean-François Halin ; dans un reportage diffusé dans l'émission Le 20 h 20, il se réjouit que « les nazis sont de retour » à Mufflins, étant vu devant une  maison décorée de drapeaux nazis, avant que le présentateur du programme, Jules-Édouard Moustic, ne lui indique qu'il se trouve dans un décor de cinéma...

## Albums de bande dessinée
Albums publiés sous la signature de Kafka :
- My Lofts, éd. Futuropolis (1985)
- Les Rois du scoop, Albin Michel (1990)
- Les Deux Cons, Albin Michel (1993)

## Filmographie

### Réalisateur et scénariste
- 2010 : Henry

### Acteur

#### Cinéma
- 2001 : Moulin à paroles
- 2002 : Appartement 25
- 2004 : L'Américain, de Patrick Timsit
- 2005 : Quartier VIP
- 2005 : 600 secondes pour refaire le monde
- 2005 : Ouf
- 2008 : Louise-Michel, de Benoît Delépine et Gustave Kervern.
- 2010 : Henry, de lui-même.
- 2011 : De l'huile sur le feu
- 2011 : De force
- 2012 : Les Kaïra

#### Télévision
- 2001 : Groland Sat + auteur
- 2002 : Sept jours au Groland + auteur
- 2007 : Bienvenue au Groland + auteur
- 2008 : Groland Magzine + auteur
- 2010 : Groland.con + auteur
- 2012 : Made in Groland + auteur
- 2015 : Groland le gros métrage, de Jules-Edouard Moustic et Benoît Delépine
- 2016 : Groland Le Zapoï + auteur
- 2024 : Je ne me laisserai plus faire de Gustave Kervern